# مارکو بلینلی

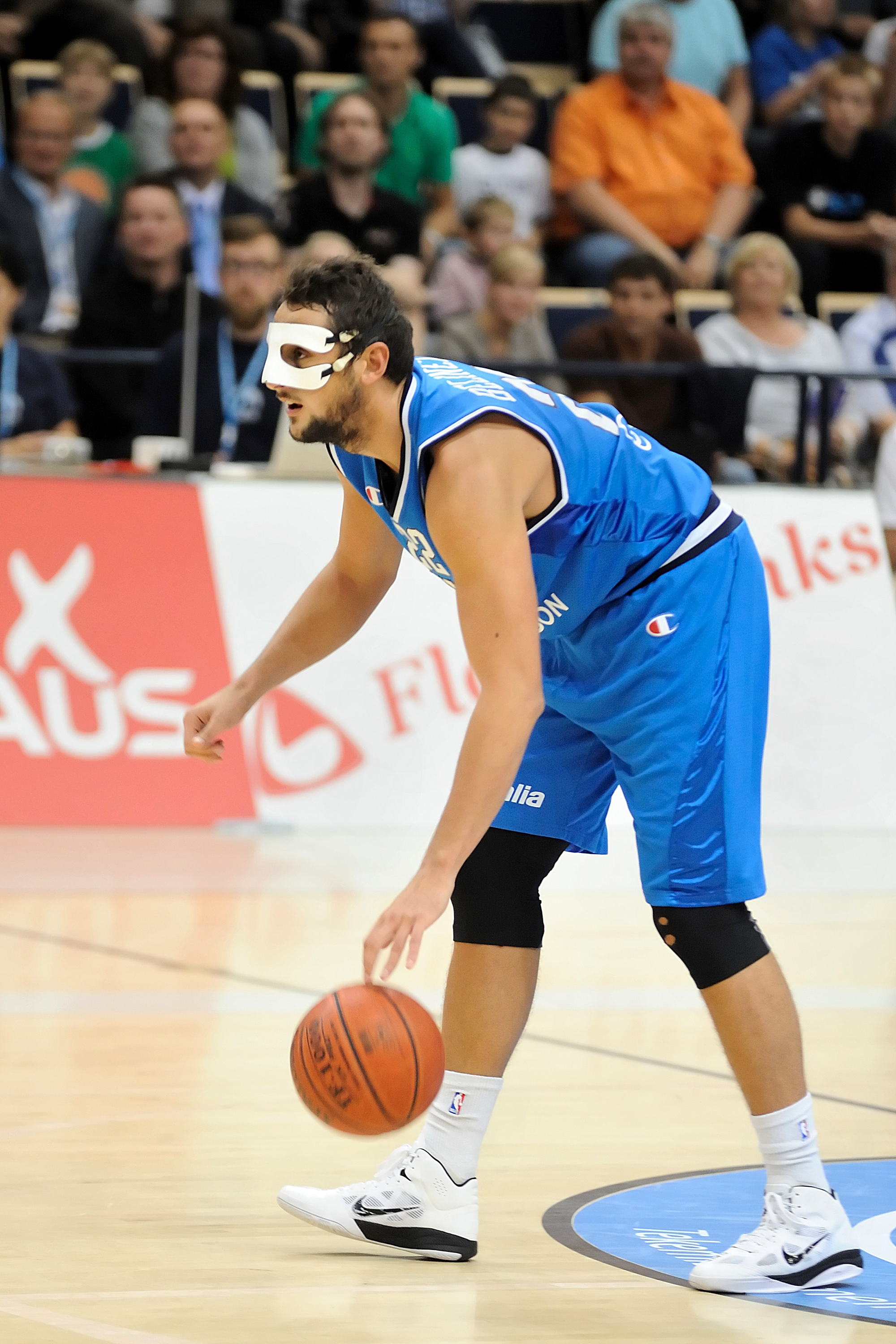

مارکو بلینلی (به انگلیسی: Marco Belinelli) متولد ۱۹۸۶ در استان بولونیا بازیکن بسکتبال ان بی ای است که با سن آنتونیو اسپرز در سال ۲۰۱۴ به قهرمانی رسید. این ملی‌پوش تیم ملی بسکتبال ایتالیا به سبب بازی خود در روند اول پلی آفس NBA سال ۲۰۱۳ به شهرت رسید. او اکنون برای ساکرامنتو کینگز توپ میزند.